# Nassir Little
Nassir Shamai Little (Pensacola, 11 febbraio 2000) è un cestista statunitense.

## Carriera
Dopo una stagione trascorsa con i North Carolina Tar Heels, nel 2019 si dichiara eleggibile per il Draft NBA, venendo chiamato con la 25ª scelta assoluta dai Portland Trail Blazers.

## Statistiche

### NCAA
| Anno      | Squadra             | PG | PT | MP   | TC%  | 3P%  | TL%  | RP  | AP  | PRP | SP  | PP  |
| --------- | ------------------- | -- | -- | ---- | ---- | ---- | ---- | --- | --- | --- | --- | --- |
| 2018-2019 | N. Carol. Tar Heels | 36 | 1  | 18,2 | 47,8 | 26,9 | 77,0 | 4,6 | 0,6 | 0,5 | 0,5 | 9,8 |
| Carriera  | Carriera            | 36 | 1  | 18,2 | 47,8 | 26,9 | 77,0 | 4,6 | 0,6 | 0,5 | 0,5 | 9,8 |

#### Massimi in carriera
- Massimo di punti: 23 vs Virginia Tech (21 gennaio 2019)[3]
- Massimo di rimbalzi: 8 vs Florida State (23 febbraio 2019)
- Massimo di assist: 3 (3 volte)
- Massimo di palle rubate: 3 vs Elon (9 novembre 2019)
- Massimo di stoppate: 2 (2 volte)
- Massimo di minuti giocati: 26 vs Miami (9 febbraio 2019)

### NBA

#### Regular Season
| Anno      | Squadra             | PG  | PT | MP   | TC%  | 3P%  | TL%  | RP  | AP  | PRP | SP  | PP  |
| --------- | ------------------- | --- | -- | ---- | ---- | ---- | ---- | --- | --- | --- | --- | --- |
| 2019-2020 | Portland T. Blazers | 48  | 5  | 11,9 | 43,0 | 23,7 | 63,6 | 2,3 | 0,5 | 0,3 | 0,3 | 3,6 |
| 2020-2021 | Portland T. Blazers | 48  | 2  | 13,3 | 46,7 | 35,0 | 80,0 | 2,7 | 0,5 | 0,1 | 0,3 | 4,6 |
| 2021-2022 | Portland T. Blazers | 42  | 23 | 25,9 | 46,0 | 33,1 | 73,4 | 5,6 | 1,3 | 0,6 | 0,9 | 9,8 |
| 2022-2023 | Portland T. Blazers | 54  | 4  | 18,1 | 44,2 | 36,7 | 71,7 | 2,6 | 0,9 | 0,4 | 0,4 | 6,6 |
| 2023-2024 | Phoenix Suns        | 45  | 2  | 10,2 | 46,0 | 30,0 | 85,0 | 1,7 | 0,5 | 0,2 | 0,2 | 3,4 |
| Carriera  | Carriera            | 237 | 36 | 15,8 | 45,2 | 33,0 | 73,5 | 2,9 | 0,7 | 0,3 | 0,4 | 5,5 |

#### Play-off
| Anno     | Squadra             | PG | PT | MP  | TC%  | 3P%  | TL%  | RP  | AP  | PRP | SP  | PP  |
| -------- | ------------------- | -- | -- | --- | ---- | ---- | ---- | --- | --- | --- | --- | --- |
| 2021     | Portland T. Blazers | 3  | 0  | 3,0 | 25,0 | 25,0 | 50,0 | 0,3 | 0,0 | 0,0 | 0,3 | 1,7 |
| 2024     | Phoenix Suns        | 4  | 0  | 3,5 | 60,0 | 33,3 | -    | 0,3 | 0,0 | 0,0 | 0,0 | 1,8 |
| Carriera | Carriera            | 7  | 0  | 3,3 | 44,4 | 28,6 | 50,0 | 0,3 | 0,0 | 0,0 | 0,1 | 1,7 |

#### Massimi in carriera
- Massimo di punti: 30 vs Milwaukee Bucks (1º febbraio 2021)[4]
- Massimo di rimbalzi: 14 vs Houston Rockets (12 novembre 2021)
- Massimo di assist: 6 vs Charlotte Hornets (17 febbraio 2021)
- Massimo di palle rubate: 4 vs Sacramento Kings (23 febbraio 2023)
- Massimo di stoppate: 3 (3 volte)
- Massimo di minuti giocati: 40 vs Sacramento Kings (29 marzo 2023)

## Palmarès
- McDonald's All-American Game (2018)